# Anton Reichenow
Anton Reichenow, född 1 augusti 1847 i Charlottenburg, död 6 juli 1941 i Hamburg, var en tysk zoolog, främst ornitolog. 
Reichenow blev 1874 assistent vid Museum für Naturkunde i Berlin. 1888 blev han ansvarig för den ornitologiska avdelningen, och 1906 blev han slutligen ställföreträdande direktör för museet. År 1893 blev han generalsekreterare för Deutsche Ornithologische Gesellschaft. Från 1893 till 1921 var Reichenow chefredaktör för  Journal für Ornithologie. Reichenow utgav som specialist på Afrikas fågelvärld Die vögel Afrikas i tre band från 1900 till 1905. Han utgav sammanlagt omkring 400 ornitologiska arbeten.